# Cynaeda superba
Cynaeda superba is een vlinder uit de familie grasmotten (Crambidae). De wetenschappelijke naam is voor het eerst geldig gepubliceerd in 1845 door  Freyer.
De soort komt voor in Europa.